# حشره‌خوار سیسیلی
 حشره‌خوار سیسیلی (نام علمی: Crocidura sicula) نام یک گونه از سرده حشره‌خوارهای دندان‌سفید است.